# 纤细荛花
纤细荛花（学名：Laplacea gracilis）为山茶科南美大头茶属的植物，是中国的特有植物。分布在中国大陆的湖北、四川等地，生长于海拔1,100米的地区，多生长在山坡林阴下，目前尚未由人工引种栽培。
其种加词来源于拉丁文“gracilis”，意为“纤细的”。